# Кузьменко Анатолій Федорович
Анатолій Федорович Кузьме́нко (19 квітня 1937, Комісарівка — 9 квітня 2025) — український художник і педагог; член Харківської організації Спілки радянських художників України з 1980 року (у 1977—1984 роках — відповідальний секретар); професор з 1992 року.

## Біографія
Народився 19 квітня 1937 року в селі Комісарівці (нині село Яснопілля Сумського району Сумської області, Україна). У 1956—1958 роках навчався в Москві у Художній студії Будинку культури «Строитель» у Отто Манізера; у 1959—1964 роках продовжив здобувати мистецьку освіту в Харківському художньому училищі та у 1964—1969 роках — у Харківському художньо-промисловому інституті, де був учнем Володимира Ненадо, Володимира Селезньова, Сергія Солодовника, Юрія Морозова.
З 1969 року працював у Харківському художньо-промисловому інституті, де протягом 1971—1974 та 1983—2001 років обіймав посаду завідувача кафедри графічного дизайну; з 2001 року — професор цієї кафедри. Серед учнів: Іван Кабиш, Анатолій Кривобоченко. Мешкав у Харкові в будинку на вулиці 23 Серпня, № 55.
Помер 9 квітня 2025 року.

## Творчість
Працював у галузях станкової графіки і станкового живопису. Серед робіт:
графіка
- «Студентка» (1974);
- «Будмістечко» (1979);
- «Укладання бетону» (1979);
- «Хвилина мовчання» (1980);
- «На перемичці» (1982);
- «У пустелі» (1982);
- «Південь» (1985);
- «Літній табір» (1985);

живопис
- «Перший сніг» (1997);
- «Ніч яка місячна…» (1997);
- «Квітучі яблуні» (1998);
- «Надвечір’я» (1999);
- «Рідний край» (2000);
- «Ромашкова левада» (2001);
- «Садки цвітуть» (2001);
- «Квітучий рідний край» (2002);
- «Весняний Харків» (2002);
- «Весняні мережива» (2003);
- «Слобідський край» (2005);
- «Весняний день» (2006);
- «Весна» (2006);
- «Знову цвітуть каштани» (2007);
- «Соняшники цвітуть» (2010);
- «Півонії» (2011).

Окремі роботи зберігаються у Харківському, Донецькому, Сімферопольському художніх музеях. 
Брав участь у всеукраїнських, всесоюзних і зарубіжних мистецьких виставках з 1970 року. Персональні виставки відбулися у Харкові у 2005, 2007, 2011 роках. 
Автор книг
- «Применение печатных красок в рекламной и станковой графике» (1987, Москва);
- «Особенности техники штрихового офорта» (1988, Москва);
- «Народне мистецтво як предмет вивчення, естетичного виховання та культури» (Р., 1990);
- «Графічний дизайн: історія та сучасність» (Харків, 1996).